# Orellibrunnen

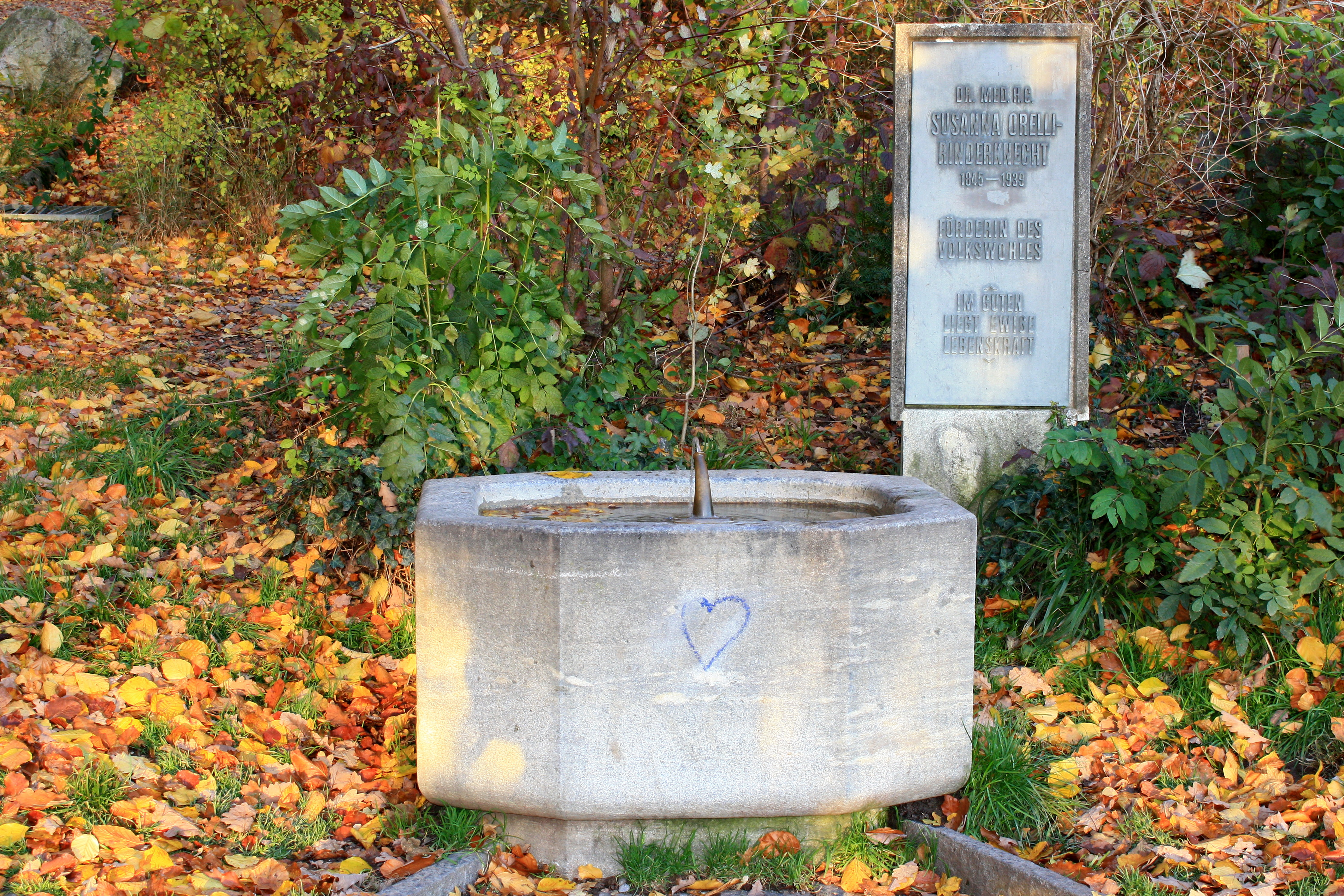
Der Orellibrunnen in Zürich-Fluntern (2009)

Der Orellibrunnen ist ein 1949 im Zürcher Quartier Fluntern errichteter Gedenkbrunnen zu Ehren von Susanna Orelli-Rinderknecht (1845–1939). Er war das erste und bis 2004 das einzige einer historisch verbürgten Frau gewidmete Personendenkmal in der Stadt Zürich.

## Geschichte
Über die Geschichte des Orellibrunnens ist nur wenig bekannt. Er wurde 1949, in Orellis 10. Todesjahr, erschaffen. Der Aufstellungsort liegt etwas oberhalb des von ihr gegründeten Alkoholfreien Kurhauses (heute Hotel Zürichberg) am Waldrand des Zürichbergs. 1950 wurde auch der Weg, der zum Brunnen führt, nach ihr benannt.
Auch über den Schöpfer des Brunnens Emil Schäfer liegen kaum Informationen vor. Er war Architekt BSA und in Zürich wohnhaft. 1928 gewann er den zweiten Preis in einem Wettbewerb für öffentliche Brunnen. 1944 schuf er einen Brunnen in Wiedikon.

## Beschreibung
Der kleine Brunnen steht am nordwestlichen Ende des Orelliwegs, der hier in den Strassenzug Hinterbergstrasse/Hanslinweg mündet und vom Spyristeig fortgesetzt wird. Er ist aus Granit aus der Tessiner Ortschaft Castione gehauen und hat einen achteckigen Grundriss. Auf einer separaten Tafel ist die Inschrift angebracht:
«DR. MED. H. C. SUSANNA ORELLI-RINDERKNECHT 1845 – 1939
FÖRDERIN DES VOLKSWOHLES
‹IM GUTEN LIEGT EWIGE LEBENSKRAFT›»

### Das Zitat
Der Ursprung des Zitats «Im Guten liegt ewige Lebenskraft» lässt sich nicht ganz zurückverfolgen. Der Spruch wurde bereits 1925 in der Berliner Zeitschrift Die Frau als «das schöne Wort von Frau Orelli» erwähnt und machte in den folgenden Jahrzehnten als fest mit Orelli verknüpfte Maxime die Runde. Die Neue Zürcher Zeitung zitierte ihn 1935 anlässlich von Orellis 90. Geburtstag als deren «Lebensprinzip». 1945 präsentierte sie ihn als Orellis «Devise, die zum verpflichtenden Vermächtnis jener geworden ist, die ihre Aufgabe übernommen haben». Im selben Jahr veröffentlichte der Zürcher Frauenverein für alkoholfreie Wirtschaften anlässlich seines 50-jährigen Bestehens einen Bericht, dem der Satz als Motto vorangestellt war.

## Rezeption
Ein Frauendenkmal war damals so aussergewöhnlich, dass die feministische Münchner Ausstellung Im Zeichen der Frau 1950 eine Fotografie des schlichten Orellibrunnens in ihrer «Denkmälerallee zu Ehren von Frauen» zeigte.
Später geriet das Denkmal hingegen weitgehend in Vergessenheit. In der emotional geführten Denkmaldebatte 2020, welche die männliche Dominanz in der Stadtzürcher Denkmalstruktur kritisierte, spielte es keine Rolle. Georg Kreis erwähnte es in seinem Bericht zu den öffentlichen Denkmälern der Stadt Zürich 2021 mit keinem Wort, obwohl er andere Gedenkbrunnen wie den Geiserbrunnen oder den Othmar-Schoeck-Brunnen ausführlich behandelte.